# Tambakromo (Ponjong)
Tambakromo is een bestuurslaag in het regentschap Gunung Kidul van de provincie Jogjakarta, Indonesië. Tambakromo telt 3881 inwoners (volkstelling 2010).